# Володарский район (Астраханская область)
Волода́рский райо́н — административно-территориальная единица (район) и муниципальное образование (муниципальный район) в юго-восточной части Астраханской области России.
Административный центр — посёлок Володарский.

## География
Володарский район расположен в юго-восточной части Астраханской области. Общая площадь района составляет 3 883 км². Реки, ерики, протоки дельты Волги разрезают территорию на множество больших и малых островов и островков.
Территориально район граничит с Красноярским, Приволжским, Камызякским районами Астраханской области, Республикой Казахстан, с юга омывается Каспийским морем.
Территория представляет собой плоскую равнину, разрезанную рукавами и протоками, соединённые 8 паромными переправами и находящуюся на 366 островах.

## История
В 1928 году в составе Астраханского округа Нижне-Волжского края были образованы Зеленгинский и Марфинский районы. 30 июля 1930 года Астраханский округ, как и большинство остальных округов СССР, был упразднён. Его районы отошли в прямое подчинение Нижне-Волжского края. В 1931 году состоялось объединение Марфинского и Зеленгинского районов в один укрупненный Володарский район с районным центром в поселке Володарский. С 10 января 1934 года Володарский район в составе Сталинградского края, с 5 декабря 1936 года — в составе Сталинградской области. 16 июля 1937 года в составе Сталинградской области был повторно образован Астраханский округ куда вошёл и Володарский район.
27 декабря 1943 года Володарский район вошёл в состав вновь образованной Астраханской области. В июне 1944 года территория района была вновь разбита на два района — Марфинский и Зеленгинский. В 1963 году Марфинский и Зеленгинский районы были упразднены, а 12 января 1965 года согласно Указу Президиума Верховного Совета РСФСР был восстановлен Володарский район в границах бывших Марфинского и Зеленгинского районов.

## Население
| 1970    | 1979    | 1989    | 2002    | 2003    | 2004    | 2005    | 2006    | 2007    |
| ------- | ------- | ------- | ------- | ------- | ------- | ------- | ------- | ------- |
| 51 114  | ↘47 734 | ↘46 638 | ↗47 351 | ↗47 400 | ↗47 700 | ↘47 600 | →47 600 | ↗47 700 |
| 2008    | 2009    | 2010    | 2011    | 2012    | 2013    | 2014    | 2015    | 2016    |
| ↘47 600 | ↗47 794 | ↗47 825 | ↗47 831 | ↗47 968 | ↗48 083 | ↘48 071 | ↗48 080 | ↘47 594 |
| 2017    | 2018    | 2019    | 2020    | 2021    |         |         |         |         |
| ↘47 494 | ↘47 073 | ↘46 634 | ↘46 234 | ↘44 711 |         |         |         |         |

Национальный состав
По данным Всероссийской переписи населения 2010 года:
| Национальность | Численность (чел.) | Процентное соотношение |
| -------------- | ------------------ | ---------------------- |
| Казахи         | 32 546             | 68,05%                 |
| Русские        | 13 705             | 28,66%                 |
| Татары         | 737                | 1,54%                  |
| Другие         | 553                | 1,16%                  |
| Не указали     | 284                | 0,59%                  |
| Всего          | 47 825             | 100,00%                |

По итогам переписи населения 2020 года проживали следующие национальности (национальности менее 0,1 % и другое см. в сноске к строке «Другие»):

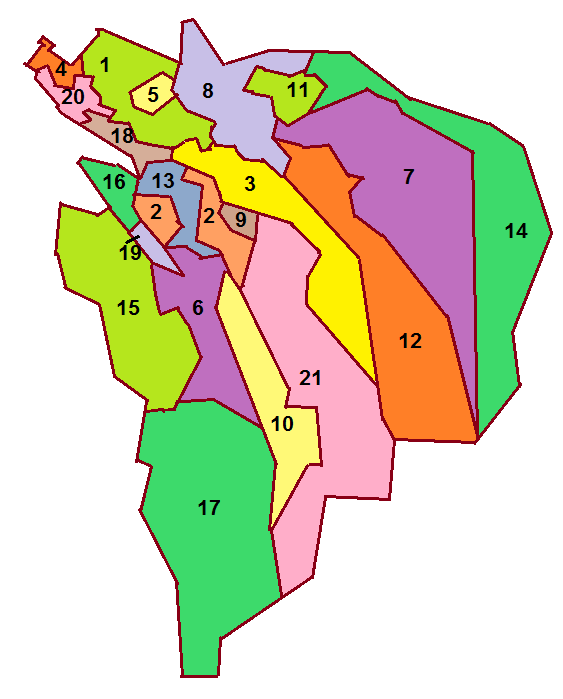
Сельсоветы Володарского района

| Национальность | Численность, чел. | Доля     |
| -------------- | ----------------- | -------- |
| Казахи         | 29 117            | 65,12 %  |
| Русские        | 10 834            | 24,23 %  |
| Татары         | 343               | 0,77 %   |
| Ногайцы        | 75                | 0,17 %   |
| Узбеки         | 58                | 0,13 %   |
| Аварцы         | 55                | 0,12 %   |
| Другие         | 4229              | 9,46 %   |
| Итого          | 44 711            | 100,00 % |

## Административное деление
Володарский район как административно-территориальная единица включает в свой состав 21 сельсовет.
В Володарский район как муниципальное образование со статусом муниципального района входят 21 муниципальное образование со статусом сельского поселения:
| № на карте | Сельское поселение        | Административный центр | Количество населённых пунктов | Население (чел.) | Площадь (км²) |
| ---------- | ------------------------- | ---------------------- | ----------------------------- | ---------------- | ------------- |
| 1          | Актюбинский сельсовет     | посёлок Трубный        | 6                             | ↘1519            | 111,97        |
| 2          | Алтынжарский сельсовет    | село Алтынжар          | 6                             | ↘2304            | 71,18         |
| 3          | Большемогойский сельсовет | село Большой Могой     | 8                             | ↘1461            | 182,01        |
| 4          | Посёлок Винный            | посёлок Винный         | 1                             | ↗822             | 31,20         |
| 5          | Посёлок Володарский       | посёлок Володарский    | 1                             | ↗11 200          | 29,51         |
| 6          | Село Зеленга              | село Зеленга           | 1                             | ↘2356            | 115,01        |
| 7          | Калининский сельсовет     | село Калинино          | 6                             | ↘1332            | 539,62        |
| 8          | Козловский сельсовет      | село Козлово           | 9                             | ↘3899            | 172,89        |
| 9          | Крутовский сельсовет      | село Крутое            | 1                             | ↘618             | 10,58         |
| 10         | Маковский сельсовет       | село Маково            | 1                             | ↗1070            | 127,65        |
| 11         | Марфинский сельсовет      | село Марфино           | 3                             | ↘2906            | 44,65         |
| 12         | Мултановский сельсовет    | село Мултаново         | 4                             | ↘1625            | 362,71        |
| 13         | Новинский сельсовет       | село Новинка           | 4                             | ↘1037            | 64,12         |
| 14         | Новокрасинский сельсовет  | село Новокрасное       | 3                             | ↘449             | 457,37        |
| 15         | Сизобугорский сельсовет   | село Сизый Бугор       | 5                             | ↗3135            | 254,50        |
| 16         | Султановский сельсовет    | село Нижняя Султановка | 3                             | ↘663             | 35,50         |
| 17         | Тишковский сельсовет      | село Тишково           | 3                             | ↘1552            | 683,22        |
| 18         | Тулугановский сельсовет   | село Тулугановка       | 1                             | ↘744             | 46,15         |
| 19         | Тумакский сельсовет       | село Тумак             | 1                             | ↘2375            | 9,77          |
| 20         | Хуторской сельсовет       | село Новый Рычан       | 2                             | ↗1399            | 36,72         |
| 21         | Цветновский сельсовет     | село Цветное           | 5                             | ↘2245            | 490,28        |

С 1 января 2006 года в соответствии с Законом Астраханской области от 6 августа 2004 года № 43/2004-ОЗ в составе района образовано 21 муниципальное образование: 1 городское поселение (Посёлок Володарский) и 20 сельских поселений.
В соответствии с Законом Астраханской области от 26 июня 2006 года № 28/2006-ОЗ посёлок Володарский отнесён к категории сельских населённых пунктов, муниципальное образование «Посёлок Володарский» наделено статусом сельского поселения.

## Населённые пункты
В Володарском районе 74 населённых пункта.
| №  | Населённый пункт         | Тип     | Население | Муниципальное образование |
| -- | ------------------------ | ------- | --------- | ------------------------- |
| 1  | Актюбе                   | село    | ↘92       | Актюбинский сельсовет     |
| 2  | Алексеевка               | село    | ↘233      | Цветновский сельсовет     |
| 3  | Алтынжар                 | село    | ↗998      | Алтынжарский сельсовет    |
| 4  | Ахтерек                  | село    | ↘276      | Сизобугорский сельсовет   |
| 5  | Барановка                | село    | ↗193      | Калининский сельсовет     |
| 6  | Береговой                | посёлок | ↗163      | Султановский сельсовет    |
| 7  | Блиново                  | село    | ↗283      | Мултановский сельсовет    |
| 8  | Болдырево                | село    | ↗557      | Большемогойский сельсовет |
| 9  | Большой Могой            | село    | ↗1048     | Большемогойский сельсовет |
| 10 | Ватажка                  | село    | ↘172      | Марфинский сельсовет      |
| 11 | Верхние Колки            | село    | ↘41       | Большемогойский сельсовет |
| 12 | Винный                   | посёлок | ↗822      | Посёлок Винный            |
| 13 | Володарский              | посёлок | ↗11 200   | Посёлок Володарский       |
| 14 | Госзаповедника           | посёлок | ↘7        | Калининский сельсовет     |
| 15 | Диановка                 | посёлок | ↗98       | Козловский сельсовет      |
| 16 | Егин-Аул                 | село    | ↗185      | Алтынжарский сельсовет    |
| 17 | Зеленга                  | село    | ↘2356     | Село Зеленга              |
| 18 | Зелёный Остров           | посёлок | ↘171      | Цветновский сельсовет     |
| 19 | Ильинка                  | село    | ↗35       | Большемогойский сельсовет |
| 20 | Казённый Бугор           | село    | →161      | Алтынжарский сельсовет    |
| 21 | Калинино                 | село    | ↘870      | Калининский сельсовет     |
| 22 | Камардан                 | посёлок | ↗649      | Алтынжарский сельсовет    |
| 23 | Кара-Бирюк               | село    | →0        | Новинский сельсовет       |
| 24 | Кзыл-Тан                 | село    | ↗141      | Актюбинский сельсовет     |
| 25 | Козлово                  | село    | ↗1834     | Козловский сельсовет      |
| 26 | Конный Могой             | село    | ↘122      | Новокрасинский сельсовет  |
| 27 | Корни                    | село    | ↘6        | Новинский сельсовет       |
| 28 | Коровье                  | село    | ↗157      | Алтынжарский сельсовет    |
| 29 | Костюбе                  | посёлок | ↗528      | Актюбинский сельсовет     |
| 30 | Кошеванка                | село    | ↗321      | Алтынжарский сельсовет    |
| 31 | Красный                  | посёлок | →173      | Тишковский сельсовет      |
| 32 | Крутое                   | село    | ↘618      | Крутовский сельсовет      |
| 33 | Кудрино                  | село    | ↗146      | Марфинский сельсовет      |
| 34 | Лебяжье                  | село    | ↘290      | Калининский сельсовет     |
| 35 | Маково                   | село    | ↗1070     | Маковский сельсовет       |
| 36 | Малый Могой              | село    | ↘95       | Большемогойский сельсовет |
| 37 | Марфино                  | село    | ↘3268     | Марфинский сельсовет      |
| 38 | Менешау                  | посёлок | ↗116      | Большемогойский сельсовет |
| 39 | Мешково                  | село    | ↘118      | Козловский сельсовет      |
| 40 | Мултаново                | село    | ↗1170     | Мултановский сельсовет    |
| 41 | Нариманово               | село    | ↘123      | Калининский сельсовет     |
| 42 | Нижняя Султановка        | село    | ↗452      | Султановский сельсовет    |
| 43 | Новинка                  | село    | ↘1045     | Новинский сельсовет       |
| 44 | Нововасильево            | село    | ↗409      | Мултановский сельсовет    |
| 45 | Новокрасное              | село    | ↘295      | Новокрасинский сельсовет  |
| 46 | Новомаячное              | село    | ↘160      | Новокрасинский сельсовет  |
| 47 | Новояцкий                | хутор   | ↘53       | Калининский сельсовет     |
| 48 | Новый Рычан              | село    | ↗997      | Хуторской сельсовет       |
| 49 | Паромный                 | посёлок | ↗868      | Козловский сельсовет      |
| 50 | Плотовинка               | посёлок | ↘175      | Сизобугорский сельсовет   |
| 51 | Разбугорье               | село    | ↗410      | Козловский сельсовет      |
| 52 | Раздор                   | село    | ↗199      | Хуторской сельсовет       |
| 53 | Разино                   | село    | ↘23       | Цветновский сельсовет     |
| 54 | Самойловский             | посёлок | ↘153      | Козловский сельсовет      |
| 55 | Сармантаевка             | село    | ↗152      | Мултановский сельсовет    |
| 56 | Сахма                    | село    | ↘379      | Сизобугорский сельсовет   |
| 57 | Сизый Бугор              | село    | ↗1582     | Сизобугорский сельсовет   |
| 58 | Сорочье                  | село    | ↗945      | Цветновский сельсовет     |
| 59 | Средняя Султановка       | село    | ↘96       | Султановский сельсовет    |
| 60 | Старый Алтынжар          | посёлок | ↗102      | Новинский сельсовет       |
| 61 | Столбовой                | посёлок | ↘128      | Актюбинский сельсовет     |
| 62 | Таловинка                | посёлок | ↘158      | Актюбинский сельсовет     |
| 63 | Тишково                  | село    | ↘1638     | Тишковский сельсовет      |
| 64 | Трубный                  | посёлок | ↘715      | Актюбинский сельсовет     |
| 65 | Тулугановка              | село    | ↘744      | Тулугановский сельсовет   |
| 66 | Тумак                    | село    | ↘2375     | Тумакский сельсовет       |
| 67 | Тюрино                   | село    | ↗525      | Козловский сельсовет      |
| 68 | Форпост Староватаженский | село    | ↘281      | Тишковский сельсовет      |
| 69 | Цветное                  | село    | ↘1121     | Цветновский сельсовет     |
| 70 | Чёрный Бугор             | посёлок | ↗20       | Большемогойский сельсовет |
| 71 | Чуркин                   | посёлок | ↘58       | Большемогойский сельсовет |
| 72 | Шагано-Кондаковка        | село    | ↗316      | Козловский сельсовет      |
| 73 | Яблонка                  | село    | ↘425      | Сизобугорский сельсовет   |
| 74 | Ямное                    | село    | ↗278      | Козловский сельсовет      |

## Экономика
На территории Володарского района по состоянию на 1 декабря 2006 года осуществляли свою деятельность более 60 крупных и средних предприятий различных форм собственности, 607 предпринимателей. В районе развиты рыбодобыча и рыбопереработка, овощеводство, прудовое хозяйство, животноводство, туризм.
Объём отгруженных товаров собственного производства, выполненных работ и услуг (включая рыболовство), млн руб 2008 год 1010,519 в том числе: обрабатывающие производства 737,254[значимость факта?].

## Достопримечательности

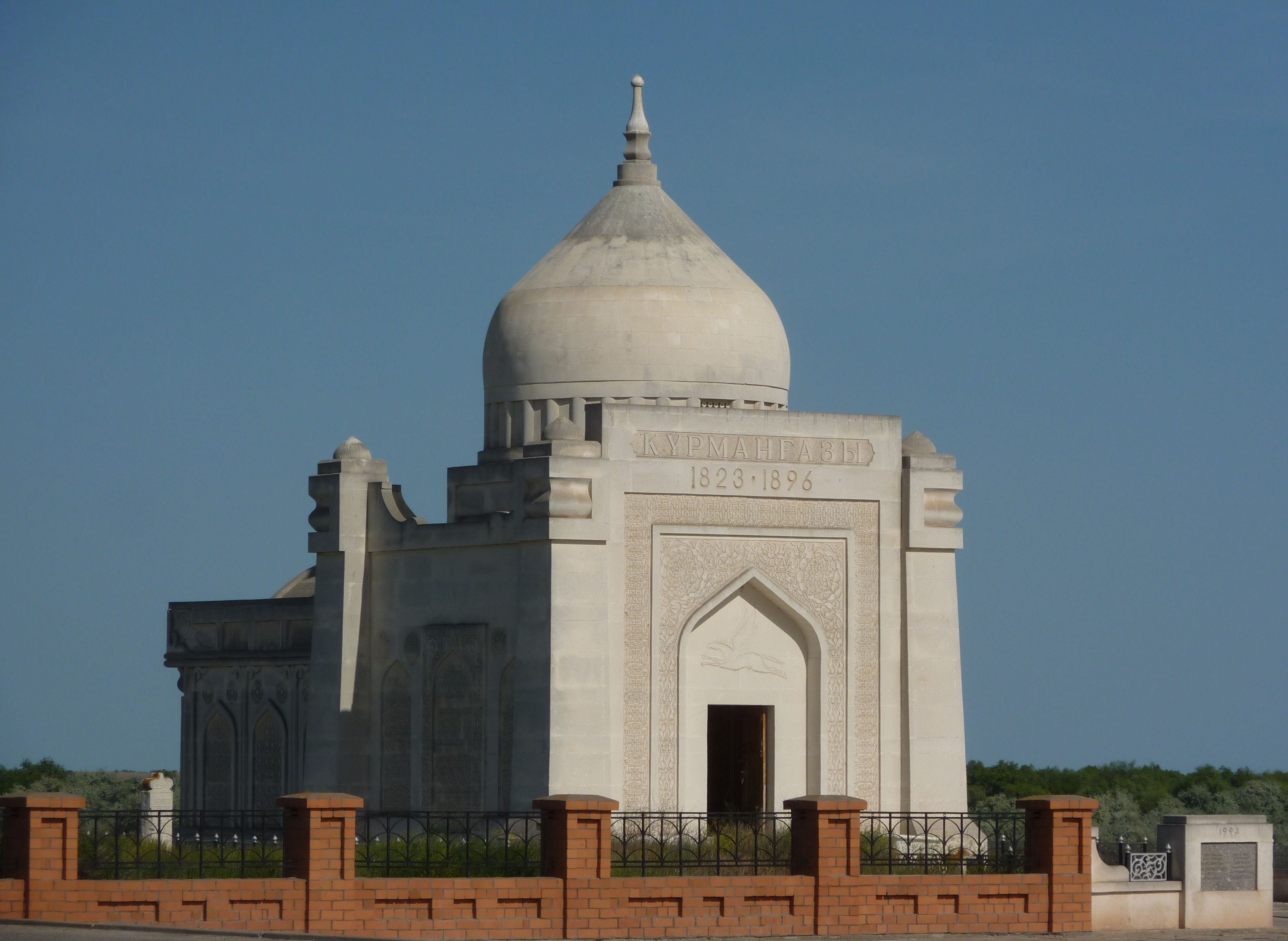
Мавзолей Курмангазы

На территории района находятся лотосные поля, мавзолей Курмангазы, Обжоровский участок Астраханского государственного заповедника, 10 памятников природы, из них: 3 — нерестилища, 7 — ботанические.

## Известные уроженцы и жители района
- Айталы, Амангельды Абдрахманович (род. 1939) — общественный деятель, профессор, доктор философских наук.
- Бердигалиева, Роза Амангалиевна (1945—2015) — президент Библиотечной ассоциации Казахстана.
- Дакенов, Закир Мударисович (1962—1995) — писатель и поэт.
- Ирмуратов, Хайдар Дисемалиевич (1893—1976) — писатель, политик, участник установления Советской власти в Астраханском крае, основатель первых школ в нескольких казахских сёлах региона.
- Кашин, Николай Васильевич (1924—1996) — кавалер ордена Славы трёх степеней.
- Камалетдинов, Султан Буркутбаевич (род. 1965) — казахстанский военачальник, генерал-лейтенант. Родился в селе Зеленга.
- Культелеев, Таир Мулдагалиевич (1911—1953) — первый казахский учёный-юрист.
- Курмангазы Сагырбайулы (1818—1889) — народный музыкант, композитор, домбрист, автор кюев.
- Мамбетказиев, Ережеп Альхаирович (род. 1937) — советский и казахстанский химик.
- Сарай, Анес Тулендиевич (1937—2021) — казахский писатель, драматург, журналист.
- Сызранов, Дмитрий Михайлович (1900—1974) — советский военачальник, генерал-майор. Родился в селе Кудрино.
- Утежанов, Мажлис Муханбетжанович (1935—1998) — поэт, журналист, языковой активист, первый редактор газеты «Ак Арна».